# Echipa națională de fotbal a Serbiei
Echipa națională de fotbal a Serbiei (sârbă: Фудбалска репрезентација Србије / Fudbalska reprezentacija Srbije) reprezintă Serbia în competițiile internaționale de fotbal și este controlată de Asociația de Fotbal a Serbiei. Atât FIFA cât și UEFA consideră naționala de fotbal a Serbiei drept direct descendentă a Echipei naționale de fotbal a Serbiei și Muntenegrului și a Echipei naționale de fotbal a Iugoslaviei.

## Performanțe la Campionatul Mondial
| Fosta Yugoslavia (1930-1990)                             |                  |                  |                  |                  |                  |                  |                  |                  |                  |                  |
| 1930                                                     | Semifinale       | 4                | 3                | 2                | 0                | 1                | 7                | 7                |                  |                  |
| 1934                                                     | Nu s-a calificat | Nu s-a calificat | Nu s-a calificat | Nu s-a calificat | Nu s-a calificat | Nu s-a calificat | Nu s-a calificat | Nu s-a calificat | Nu s-a calificat | Nu s-a calificat |
| 1938                                                     | Nu s-a calificat | Nu s-a calificat | Nu s-a calificat | Nu s-a calificat | Nu s-a calificat | Nu s-a calificat | Nu s-a calificat | Nu s-a calificat | Nu s-a calificat | Nu s-a calificat |
| 1950                                                     | Prima fază       | 5                | 3                | 2                | 0                | 1                | 7                | 3                |                  |                  |
| 1954                                                     | Sferturi         | 8                | 3                | 1                | 1                | 1                | 2                | 3                |                  |                  |
| 1958                                                     | Sferturi         | 8                | 4                | 1                | 2                | 1                | 7                | 7                |                  |                  |
| 1962                                                     | Semifinale       | 4                | 6                | 3                | 0                | 3                | 10               | 7                |                  |                  |
| 1966                                                     | Nu s-a calificat | Nu s-a calificat | Nu s-a calificat | Nu s-a calificat | Nu s-a calificat | Nu s-a calificat | Nu s-a calificat | Nu s-a calificat | Nu s-a calificat | Nu s-a calificat |
| 1970                                                     | Nu s-a calificat | Nu s-a calificat | Nu s-a calificat | Nu s-a calificat | Nu s-a calificat | Nu s-a calificat | Nu s-a calificat | Nu s-a calificat | Nu s-a calificat | Nu s-a calificat |
| 1974                                                     | Sferturi         | 7                | 6                | 1                | 2                | 3                | 12               | 7                |                  |                  |
| 1978                                                     | Nu s-a calificat | Nu s-a calificat | Nu s-a calificat | Nu s-a calificat | Nu s-a calificat | Nu s-a calificat | Nu s-a calificat | Nu s-a calificat | Nu s-a calificat | Nu s-a calificat |
| 1982                                                     | Prima fază       | 16               | 3                | 1                | 1                | 1                | 2                | 2                |                  |                  |
| 1986                                                     | Nu s-a calificat | Nu s-a calificat | Nu s-a calificat | Nu s-a calificat | Nu s-a calificat | Nu s-a calificat | Nu s-a calificat | Nu s-a calificat | Nu s-a calificat | Nu s-a calificat |
| 1990                                                     | Sferturi         | 5                | 5                | 3                | 1                | 1                | 8                | 6                |                  |                  |
| Serbia și Muntenegru (1994-2006)                         |                  |                  |                  |                  |                  |                  |                  |                  |                  |                  |
| 1994                                                     | Nu a participat  | Nu a participat  | Nu a participat  | Nu a participat  | Nu a participat  | Nu a participat  | Nu a participat  | Nu a participat  | Nu a participat  | Nu a participat  |
| 1998                                                     | Optimi           | 10               | 4                | 2                | 1                | 1                | 5                | 4                |                  |                  |
| 2002                                                     | Nu s-a calificat | Nu s-a calificat | Nu s-a calificat | Nu s-a calificat | Nu s-a calificat | Nu s-a calificat | Nu s-a calificat | Nu s-a calificat | Nu s-a calificat | Nu s-a calificat |
| 2006                                                     | Faza Grupelor    | 32               | 3                | 0                | 0                | 3                | 2                | 10               |                  |                  |
| Separarea definitivă a Serbiei de Muntenegru (2010-Act.) |                  |                  |                  |                  |                  |                  |                  |                  |                  |                  |
| 2010                                                     | Faza Grupelor    | 23               | 3                | 1                | 0                | 2                | 2                | 3                |                  |                  |
| 2014                                                     | Nu s-a calificat | Nu s-a calificat | Nu s-a calificat | Nu s-a calificat | Nu s-a calificat | Nu s-a calificat | Nu s-a calificat | Nu s-a calificat | Nu s-a calificat | Nu s-a calificat |
| 2018                                                     | Faza Grupelor    | 23               | 3                | 1                | 0                | 2                | 2                | 4                |                  |                  |
| 2022                                                     | Faza Grupelor    | 29               | 3                | 0                | 1                | 2                | 5                | 8                |                  |                  |
| Total                                                    | 13/22            |                  | 49               | 18               | 9                | 22               | 71               | 71               |                  |                  |

## Performanțe la Campionatul European
| Fosta Yugoslavia (1960-1992)                             |                  |                  |                  |                  |                  |                  |                  |                  |                  |                  |
| 1960                                                     | Vicecampioană    | 2                | 2                | 1                | 0                | 1                | 6                | 6                |                  |                  |
| 1964                                                     | Nu s-a calificat | Nu s-a calificat | Nu s-a calificat | Nu s-a calificat | Nu s-a calificat | Nu s-a calificat | Nu s-a calificat | Nu s-a calificat | Nu s-a calificat | Nu s-a calificat |
| 1968                                                     | Vicecampioană    | 2                | 2                | 1                | 0                | 1                | 2                | 3                |                  |                  |
| 1972                                                     | Nu s-a calificat | Nu s-a calificat | Nu s-a calificat | Nu s-a calificat | Nu s-a calificat | Nu s-a calificat | Nu s-a calificat | Nu s-a calificat | Nu s-a calificat | Nu s-a calificat |
| 1976                                                     | Semifinale       | 4                | 2                | 0                | 0                | 2                | 4                | 7                |                  |                  |
| 1980                                                     | Nu s-a calificat | Nu s-a calificat | Nu s-a calificat | Nu s-a calificat | Nu s-a calificat | Nu s-a calificat | Nu s-a calificat | Nu s-a calificat | Nu s-a calificat | Nu s-a calificat |
| 1984                                                     | Prima fază       | 8                | 3                | 0                | 0                | 3                | 2                | 10               |                  |                  |
| 1988                                                     | Nu s-a calificat | Nu s-a calificat | Nu s-a calificat | Nu s-a calificat | Nu s-a calificat | Nu s-a calificat | Nu s-a calificat | Nu s-a calificat | Nu s-a calificat | Nu s-a calificat |
| 1992                                                     | S-a retras       | S-a retras       | S-a retras       | S-a retras       | S-a retras       | S-a retras       | S-a retras       | S-a retras       | S-a retras       | S-a retras       |
| Serbia și Muntenegru (1996-2004)                         |                  |                  |                  |                  |                  |                  |                  |                  |                  |                  |
| 1996                                                     | Nu s-a calificat | Nu s-a calificat | Nu s-a calificat | Nu s-a calificat | Nu s-a calificat | Nu s-a calificat | Nu s-a calificat | Nu s-a calificat | Nu s-a calificat | Nu s-a calificat |
| 2000                                                     | Sferturi         | 8                | 4                | 1                | 1                | 2                | 8                | 13               |                  |                  |
| 2004                                                     | Nu s-a calificat | Nu s-a calificat | Nu s-a calificat | Nu s-a calificat | Nu s-a calificat | Nu s-a calificat | Nu s-a calificat | Nu s-a calificat | Nu s-a calificat | Nu s-a calificat |
| Separarea definitivă a Serbiei de Muntenegru (2008-Act.) |                  |                  |                  |                  |                  |                  |                  |                  |                  |                  |
| 2008                                                     | Nu s-a calificat | Nu s-a calificat | Nu s-a calificat | Nu s-a calificat | Nu s-a calificat | Nu s-a calificat | Nu s-a calificat | Nu s-a calificat | Nu s-a calificat | Nu s-a calificat |
| 2012                                                     | Nu s-a calificat | Nu s-a calificat | Nu s-a calificat | Nu s-a calificat | Nu s-a calificat | Nu s-a calificat | Nu s-a calificat | Nu s-a calificat | Nu s-a calificat | Nu s-a calificat |
| 2016                                                     | Nu s-a calificat | Nu s-a calificat | Nu s-a calificat | Nu s-a calificat | Nu s-a calificat | Nu s-a calificat | Nu s-a calificat | Nu s-a calificat | Nu s-a calificat | Nu s-a calificat |
| 2020                                                     | Nu s-a calificat | Nu s-a calificat | Nu s-a calificat | Nu s-a calificat | Nu s-a calificat | Nu s-a calificat | Nu s-a calificat | Nu s-a calificat | Nu s-a calificat | Nu s-a calificat |
| 2024                                                     | Faza grupelor    |                  | 3                | 0                | 2                | 1                | 1                | 2                |                  |                  |
| Total                                                    | 7/17             |                  | 17               | 3                | 4                | 10               | 23               | 41               |                  |                  |

## Lotul de jucători
Următorii 26 de jucători au fost convocați pentru a juca Campionatul European de Fotbal 2024.
| Nr. | Poz. | Jucător                            | Data nașterii (vârsta)         | Selecții | Goluri | Club                 |
| --- | ---- | ---------------------------------- | ------------------------------ | -------- | ------ | -------------------- |
| 1   | P    | Predrag Rajković                   | 31 octombrie 1995 (29 de ani)  | 32       | 0      | Mallorca             |
| 12  | P    | Đorđe Petrović                     | 8 octombrie 1999 (25 de ani)   | 3        | 0      | Chelsea              |
| 23  | P    | Vanja Milinković-Savić             | 20 februarie 1997 (28 de ani)  | 19       | 0      | Torino               |
|     |      |                                    |                                |          |        |                      |
| 2   | F    | Strahinja Pavlović                 | 24 mai 2001 (23 de ani)        | 35       | 4      | Red Bull Salzburg    |
| 3   | F    | Nemanja Stojić                     | 15 ianuarie 1998 (27 de ani)   | 2        | 0      | Steaua Roșie Belgrad |
| 4   | F    | Nikola Milenković                  | 12 octombrie 1997 (27 de ani)  | 53       | 3      | Fiorentina           |
| 6   | F    | Nemanja Gudelj                     | 16 noiembrie 1991 (33 de ani)  | 62       | 1      | Sevilla              |
| 13  | F    | Miloš Veljković                    | 26 septembrie 1995 (29 de ani) | 30       | 1      | Werder Bremen        |
| 15  | F    | Srđan Babić                        | 22 aprilie 1996 (28 de ani)    | 8        | 1      | Spartak Moscova      |
| 24  | F    | Uroš Spajić                        | 13 februarie 1993 (32 de ani)  | 21       | 0      | Steaua Roșie Belgrad |
| 25  | F    | Filip Mladenović                   | 15 august 1991 (33 de ani)     | 31       | 1      | Panathinaikos        |
|     |      |                                    |                                |          |        |                      |
| 5   | M    | Nemanja Maksimović                 | 26 ianuarie 1995 (30 de ani)   | 49       | 0      | Panathinaikos        |
| 10  | M    | Dušan Tadić (căpitan)              | 20 noiembrie 1988 (36 de ani)  | 108      | 23     | Fenerbahçe           |
| 11  | M    | Filip Kostić                       | 1 noiembrie 1992 (32 de ani)   | 63       | 3      | Juventus             |
| 14  | M    | Andrija Živković                   | 11 iulie 1996 (28 de ani)      | 46       | 1      | PAOK                 |
| 16  | M    | Srđan Mijailović                   | 10 noiembrie 1993 (31 de ani)  | 7        | 0      | Steaua Roșie Belgrad |
| 17  | M    | Ivan Ilić                          | 17 martie 2001 (24 de ani)     | 16       | 0      | Torino               |
| 19  | M    | Lazar Samardžić                    | 24 februarie 2002 (23 de ani)  | 9        | 0      | Udinese              |
| 20  | M    | Sergej Milinković-Savić            | 27 februarie 1995 (30 de ani)  | 51       | 9      | Al Hilal             |
| 21  | M    | Mijat Gaćinović                    | 8 februarie 1995 (30 de ani)   | 27       | 2      | AEK Atena            |
| 22  | M    | Saša Lukić                         | 13 august 1996 (28 de ani)     | 46       | 2      | Fulham               |
| 26  | M    | Veljko Birmančević                 | 5 martie 1998 (27 de ani)      | 5        | 0      | Sparta Praga         |
|     |      |                                    |                                |          |        |                      |
| 7   | A    | Dušan Vlahović                     | 28 ianuarie 2000 (25 de ani)   | 27       | 13     | Juventus             |
| 8   | A    | Luka Jović                         | 23 decembrie 1997 (27 de ani)  | 35       | 10     | Milan                |
| 9   | A    | Aleksandar Mitrović (vice-căpitan) | 16 septembrie 1994 (30 de ani) | 91       | 58     | Al Hilal             |
| 18  | A    | Petar Ratkov                       | 18 august 2003 (21 de ani)     | 1        | 0      | Red Bull Salzburg    |

## Golgheteri
| Loc | Jucător             | Goluri | Selecții | Medie | Carieră      |
| --- | ------------------- | ------ | -------- | ----- | ------------ |
| 1   | Aleksandar Mitrović | 58     | 91       | 0,66  | 2013–prezent |
| 2   | Stjepan Bobek       | 38     | 63       | 0,60  | 1946–1956    |
| 3   | Milan Galić         | 37     | 51       | 0,73  | 1959–1965    |
| 3   | Blagoje Marjanović  | 37     | 58       | 0,64  | 1926–1938    |
| 3   | Savo Milošević      | 37     | 102      | 0,36  | 1994–2008    |
| 6   | Rajko Mitić         | 32     | 59       | 0,54  | 1946–1957    |
| 7   | Dušan Bajević       | 29     | 37       | 0,78  | 1970–1977    |
| 8   | Todor Veselinović   | 28     | 37       | 0,76  | 1953–1961    |
| 9   | Predrag Mijatović   | 27     | 73       | 0,37  | 1989–2003    |
| 10  | Borivoje Kostić     | 26     | 33       | 0,79  | 1956–1964    |

1. ↑   https://www.usatoday.com/story/sports/soccer/2021/03/03/dragan-stojkovic-hired-as-serbia-national-team-coach/115522936/ Lipsește sau este vid: |title= (ajutor)